# Затока Амундсена

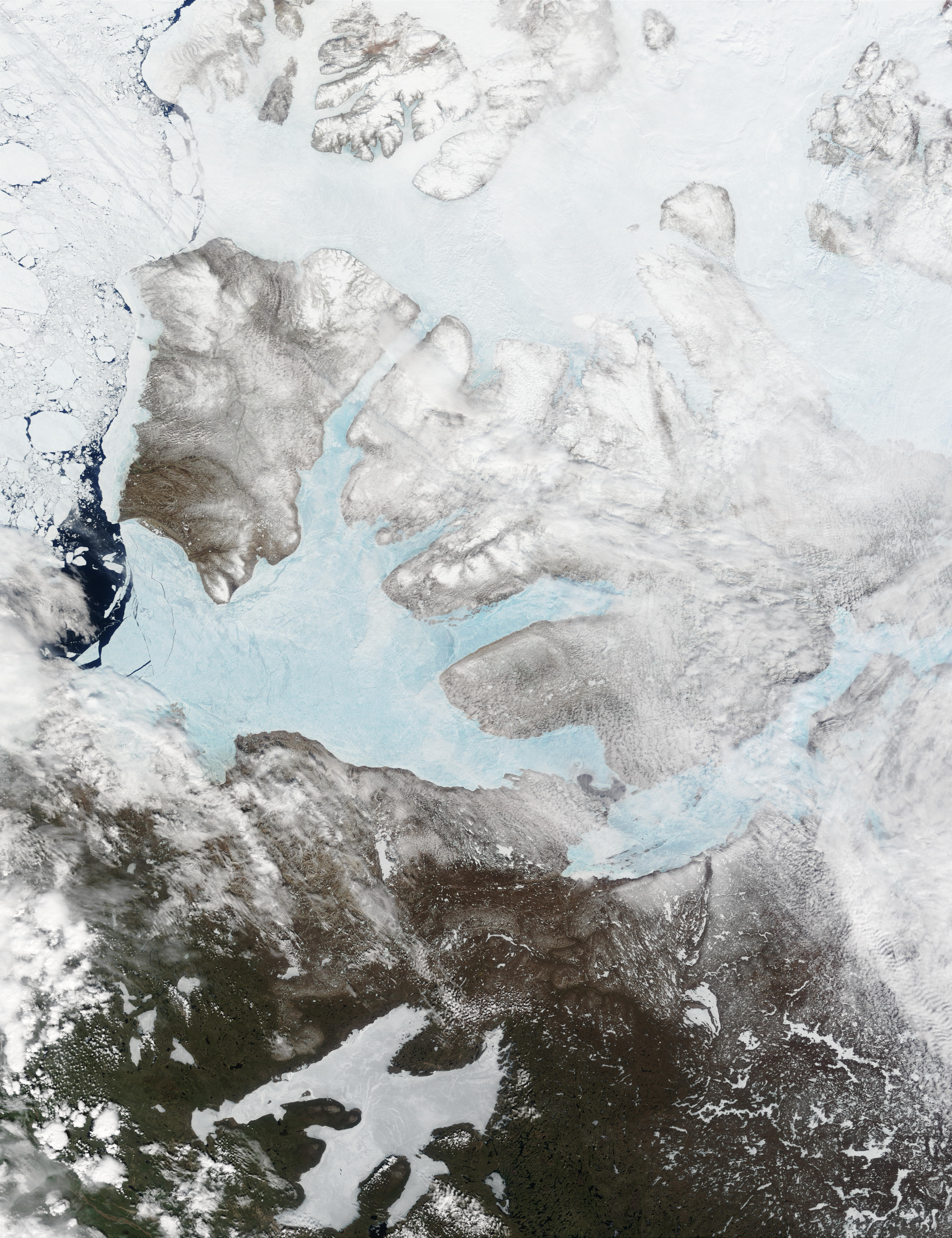
Супутниковий знімок затоки Амундсена

Зато́ка А́мундсена (англ. Amundsen Gulf) — затока Північного Льодовитого океану, між північним узбережжям материкової частини Канади та островами Вікторія і Бенкс.

## Історія
Затока була відкрита в 1826 році полярними дослідниками Джоном Франкліном і Джоном Річардсоном, який наніс на карту частину берегової лінії затоки. У 1850 році через затоку із заходу на схід на кораблі «Інвестігейтор» пройшла експедиція Роберта Мак-Клура, яка вперше подолала Північно-Західний прохід на кораблі і санях. Протока названа на честь відомого полярного дослідника Руаля Амундсена, який досліджував затоку наприкінці своєї знаменитої подорожі по Північно-Західному проходу 1903—1905 років.

## Географія
Узбережжя затоки Амундсена поділено між двома територіями Канади — Нунавутом і Північно-Західними територіями. Затока з'єднується на сході з протокою Долфін-енд-Юніон, на півночі — з протокою Принца Уельського. Має безліч заток і бухт — затоки Франклін і Дарнлі (материкова частина), бухти Де-Салі і Тісіджер (острів Бенкс), затоки Волкер, Мінто, Прінс-Альберт (острів Вікторія). Довжина затоки досягає 445 км, ширина — 213 км, глибина — до 285 метрів. Береги — горбиста рівнина, рослинність тундрова . Більшу частину року затока вкрита кригою, від якої звільняється лише у липні, а в північній та східній частині — тільки в серпні. У затоку впадають численні річки, найбільші з яких — Гортон і Горнадей. Затока входить в екосистему моря Бофорта.

## Клімат
Акваторія затоки лежить в арктичному кліматичному поясі. Цілий рік переважає полярна повітряна маса. Льодовий покрив цілорічний. Низькі температури повітря цілий рік. Атмосферних опадів випадає недостатньо. Холодні зима і літо.